# Nelino Tapia
Nelino José Tapia Gil (Barranquilla, 1º febbraio 1991) è un ex calciatore colombiano, di ruolo difensore.

## Carriera

### Club
Ha giocato nella massima serie colombiana.